# نجد المقصر
نجد المقصر یک منطقهٔ مسکونی در امارات متحده عربی است که در امارت شارجه واقع شده‌است. نجد المقصر ۱۹۷ متر بالاتر از سطح دریا واقع شده‌است.